# Erste Deutsche Industrieausstellung

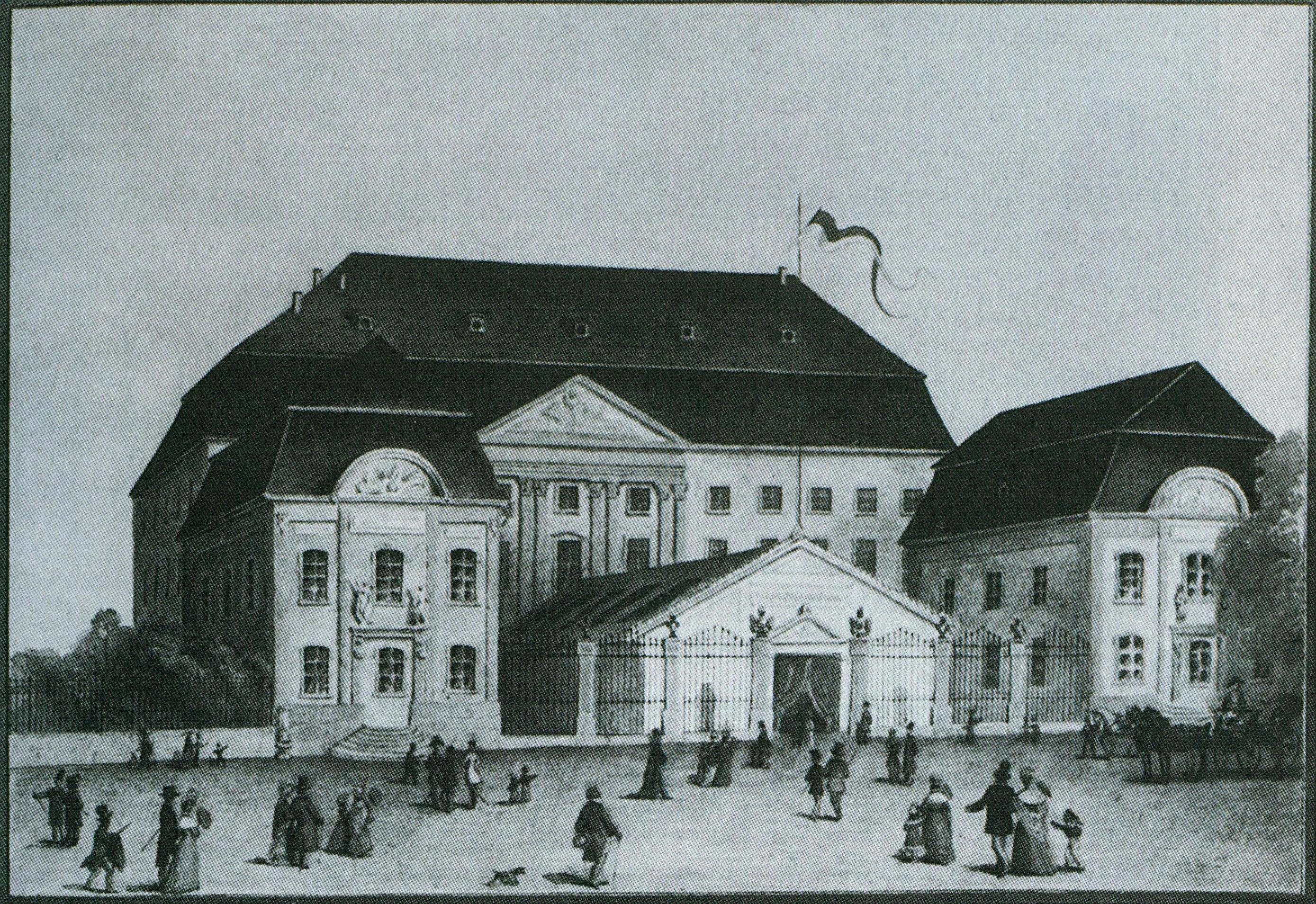
Das Deutschhaus Mainz, Veranstaltungsort der Ersten Deutschen Industrie Ausstellung

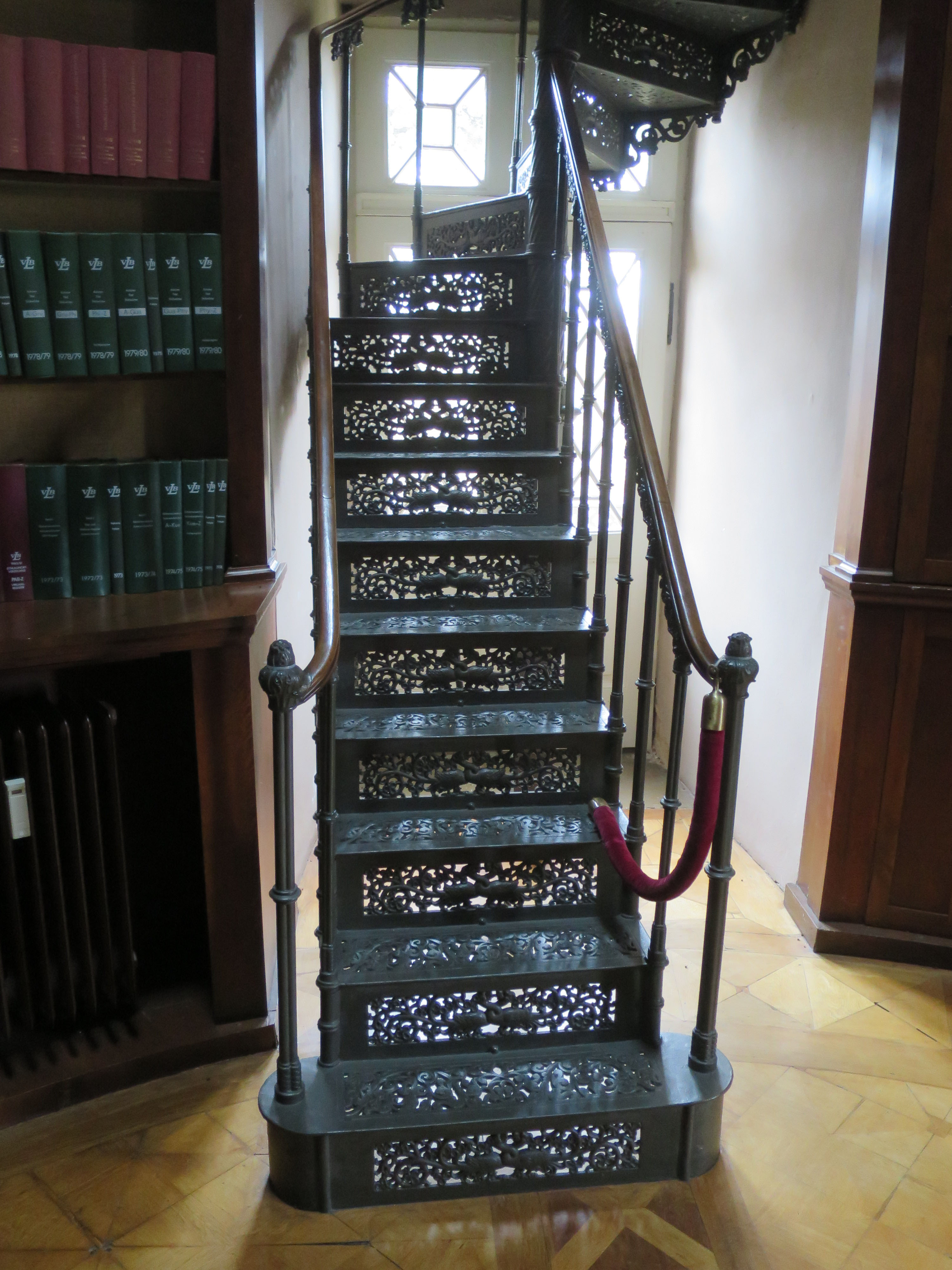
Gusseiserne Treppe der Bibliothek in Schloss Herrnsheim von Buschbaum & Comp., Darmstadt. Vor dem Einbau 1842 in Mainz ausgestellt.

Die Erste Deutsche Industrie Ausstellung wurde am 12. September 1842 in Mainz eröffnet und dauerte bis zum 16. Oktober 1842. Sie kann als Wegmarke deutscher Wirtschaftsgeschichte angesehen werden.
1841 beschloss der Großherzogliche Gewerbeverein Hessen eine Ausstellung inländischer Gewerbeerzeugnisse abzuhalten. Die Schau war zunächst nur für das Großherzogtum Hessen gedacht. Im Verlauf der Planung wurde das Zielgebiet auf die Rheinlande und letztendlich für alle Staaten des Deutschen Zollvereins projektiert. Ludwig II. von Hessen und bei Rhein stellte hierzu sein großherzogliches Palais in der Provinzhauptstadt Mainz zur Verfügung. Der Lederfabrikant Carl Deninger wurde zu deren Direktor ernannt.
Es nahmen etwa 270 Aussteller teil. Während der vierwöchigen Veranstaltung wurden mehr als 75.000 Besucher gezählt. Es war das erste große Ereignis während der Amtszeit von Nikolaus Nack als Oberbürgermeister von Mainz.
Franz Reuleaux, Preisrichter und Reichskommissar auf den Weltausstellungen von 1862 (London), 1867 (Paris), 1873 (Wien), 1873 (Dublin) und 1876 (Philadelphia), beschrieb den Charakter der Industrieausstellungen folgendermaßen:
„Im Gegensatz zu den traditionellen Märkten und Messen ging der Wettbewerb der gewerblichen Ausstellungen nicht mehr um die Gunst des Käufers, sondern um die Auszeichnungen des Preisgerichts.“
Die Bedeutung dieser ersten Industrie-Ausstellung für ganz Deutschland liegt in ihrem Charakter als Meilenstein des wirtschaftlichen Aufstiegs Deutschlands nach der Neuordnung des Wiener Kongresses. Ein wirtschaftsgeographisches Novum war die zur Schaustellung von Industrieerzeugnissen aus verschiedenen souveränen Staaten in einer Ausstellung. Die Veranstaltung gilt als Höhepunkt frühliberaler ökonomischer Gesinnung. Erstmals waren die Beteiligten nicht durch Verfassung und Regierung miteinander verbunden, sondern durch Abstammung und Sprache.
Die direkte Folge der Ausstellung bestand in einem nationalen Impuls, den diese auslöste und die Friedrich List als Protagonist des zukünftigen Eisenbahnnetzes zustattenkam. List setzte sich persönlich für einen Bahnbau von Mainz nach Worms ein. Die großherzogliche Regierung in Darmstadt blieb jedoch bei ihrer ablehnenden Haltung, zumal 1842 per Gesetz ein Staatsbahnsystem festgelegt worden war. Durch die Impulse der Ausstellung fanden sich Anfang 1845 in der Regierung einige Befürworter der Eisenbahn, und die Initiatoren begannen neuen Mut zu schöpfen. Am 15. August 1845 wurde einer Mainz-Ludwigshafener-Eisenbahngesellschaft die Konzession erteilt. Die Gesellschaft benannte sich später in Hessische-Ludwigs-Eisenbahngesellschaft um.
In der Folgezeit wurden im deutschen Sprachraum in kurzem Abstand weitere Industrie- und Gewerbeausstellungen veranstaltet, die dann schon deutlich größer gerieten: die Allgemeine Deutsche Gewerbe-Ausstellung 1844 im Berliner Zeughaus mit 3040 Ausstellern und 260.000 Besuchern, die Ausstellungen 1850 in Wien mit 2000 und im selben Jahr in Leipzig mit immerhin 1414 Ausstellern, sowie die große Erste Allgemeine Deutsche Industrieausstellung 1854 in München mit 6588 Ausstellern.